# Palazzo Caprara

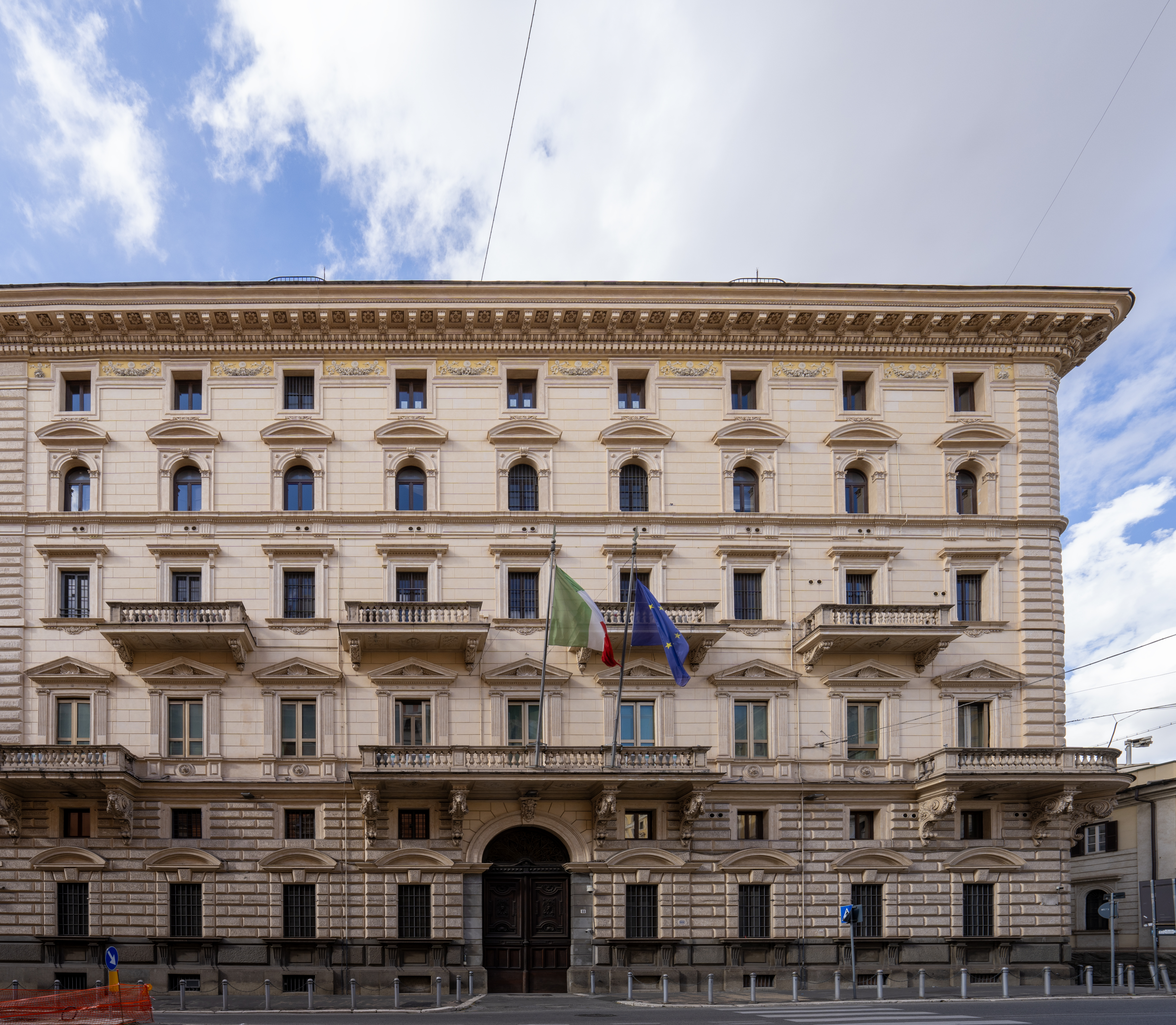
Vista do Palazzo Caprara.

Palazzo Caprara é um palácio localizado no número 11 da Via XX Settembre, no rione Castro Pretorio de Roma, na esquina com a Salita di San Nicola da Tolentino e bem em frente ao imenso Palazzo Esercito, a sede do Ministério da Defesa da Itália. 

## História
Este edifício foi construído 1884 por Giulio Podesti para Odoardo Caprara di Montaldi. Tanto o Palazzo Caprara quanto o Palazzo Baracchini foram adquiridos em 1940 pelo então Ministério da Guerra para suprir uma falta de espaço por conta das exigências da Segunda Guerra Mundial. O Estado-maior permaneceu no edifício até 21 de fevereiro de 2017, quando se mudou para o Palazzo Esercito, em frente, que desde sempre abrigou o organismo similar do Exército italiano.
Em outubro de 2017, o Catar demonstrou interesse em adquirir o edifício para instalar ali a sua embaixada em Roma.
O Palazzo Caprara e o Palazzo Baracchini foram construídos sobre a porção mais pitoresca do que era até então o jardim do Palazzo Barberini, o local onde ficava, até 1880, o sferisterio, uma quadra destinada ao jogo de bola que os Barberini haviam conseguido exclusividade. O projeto dos dois palácios foi entregue ao arquiteto Giulio Podesti, que concebeu os dois edifícios seguindo os ditames do ecletismo neorrenascentista inspirado nos modelos formais do maneirismo romano da metade do século XVI.
O Palazzo Caprara, realizado por volta de 1884, tem uma planta quadrangular com a fachada principal com cerca de 38 metros e profundidade de cerca de 32 metros. No interior, há dois núcleos ao redor de escadarias, sendo uma delas uma escada de honra de particular elegância e rica em esplêndidas decorações em estuque. A fachada do edifício é caracterizada por um revestimento rusticado no térreo e três varandas monumentais no piso nobre, sustentadas por mísulas com duplas volutas com a parte frontal na forma de leões. Todas as janelas, de fárias formas, são emolduradas por lesenas decoradas segundo uma composição formal hierarquicamente ordenada. A riqueza dos acabamentos dos elementos arquitetônicos, dos afrescos, dos estuques e das balaustradas tornaram estes dois edifícios testemunhos insubstituíveis da história da arquitetura romana.